# Andreas Spunar

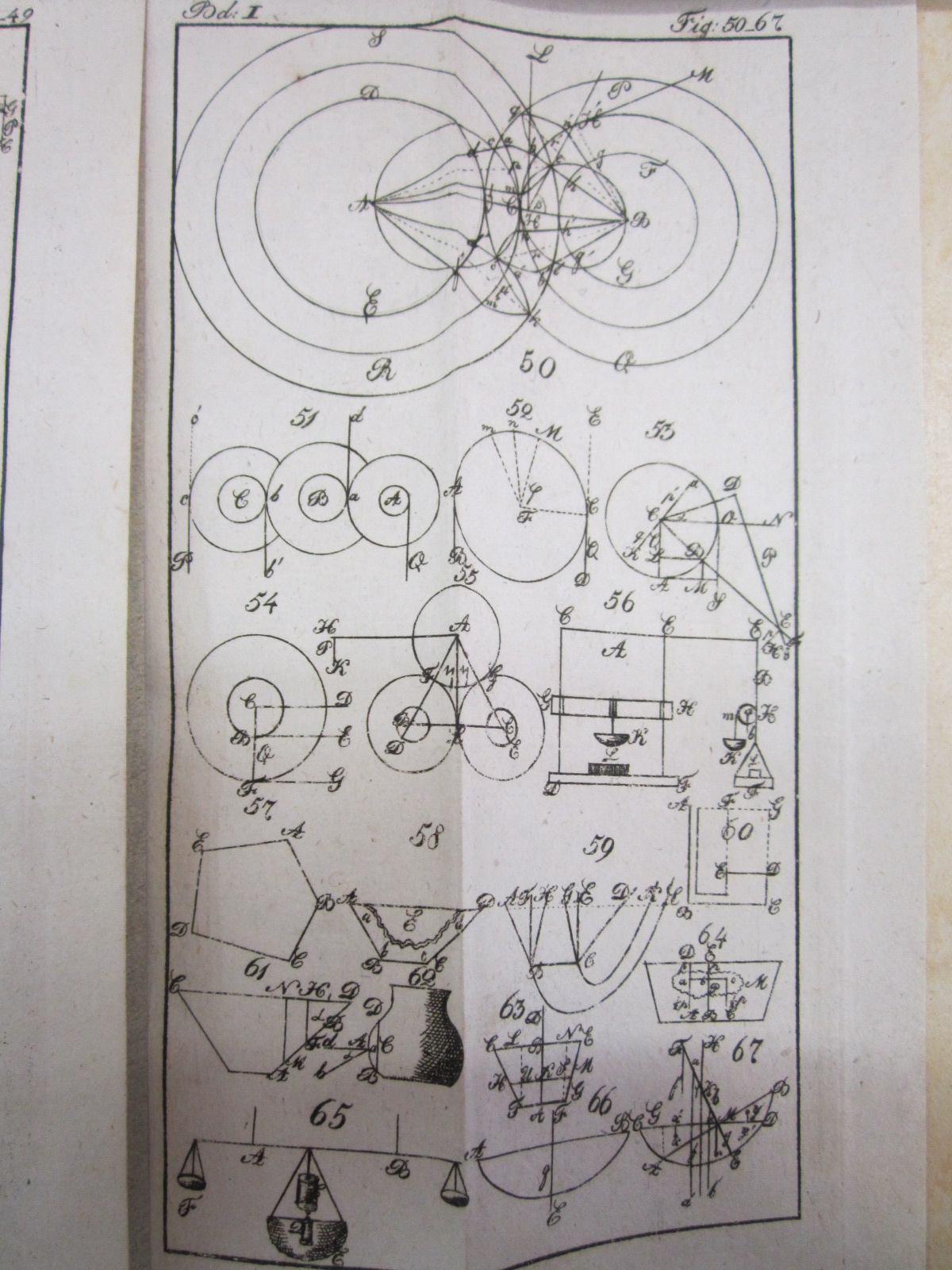
Ukázka z díla Handbuch der Physik

Andreas Spunar (17. listopad 1794 Lhotka u Drahotuše, Rakouská monarchie – 16. listopad 1840 Olomouc, Rakouské císařství) byl fyzik a děkan filozofické fakulty při C. k. Františkovy univerzitě v Olomouci.
Po odchodu A. von Baumgartnera z olomouckého lycea na vídeňskou univerzitu přednášel mezi lety 1824–1841 v Olomouci fyziku A. Spunar. Jeho přednáška s rozsahem 8 hodin týdně Die Physik vereint mit der angewandten Mathematik (Fyzika spolu s aplikovanou matematikou) byla určena pro druhý ročník. Nejprve vyučoval podle Baumgartenových učebnic a od roku 1834 podle vlastní učebnice s názvem Handbuch der Physik. V roce 1834 se stal děkanem filozofické fakulty v Olomouci.